# Chamaeleo werneri
Chamaeleo werneri är en ödleart som beskrevs av  Gustav Tornier 1899. Chamaeleo werneri ingår i släktet Chamaeleo och familjen kameleonter. Inga underarter finns listade i Catalogue of Life.